# Claymont, Delaware
Claymont är en ort (CDP) i New Castle County, i delstaten Delaware, USA. Enligt United States Census Bureau har orten en folkmängd på 8 253 invånare (2010) och en landarea på 5,6 km².